# Ormosia smithii
Ormosia smithii är en ärtväxtart som beskrevs av Velva Elaine Rudd. Ormosia smithii ingår i släktet Ormosia och familjen ärtväxter. Inga underarter finns listade i Catalogue of Life.